# アイルランド交響曲
アイルランド交響曲（イタリア語: An Irish Symphony）は、アイルランド出身のイギリスの指揮者兼作曲家、ハミルトン・ハーティによって1904年に作曲された。
4つの楽章すべてにアイルランド民謡の旋律を主題として用いているのが特徴である。

## 作品の内容

### 第1楽章「ネイ湖畔にて」
イ短調。冒頭、ホルンと弦楽器の掛け合いが終わると、第1主題である“Avening and Bright”が現れる。短調で、舞曲風のこの主題が低弦に登場すると木管、ヴァイオリンへと受け渡されながら発展され、1つの頂点を形成すると、静かになってクラリネットに第2主題である“The Croppy Boy”が登場する。このゆったりした美しい旋律もハーティの巧妙なオーケストレーションによって様々に姿を変え、発展してゆく。木管やホルンの柔らかい響きが中心となって進むが、コーダに突入すると第1主題が突如全合奏で力強く奏され、断ち切るように終わる。

### 第2楽章「定期市の日」
変ロ長調。スケルツォ楽章にあたる。冒頭、ヴァイオリンの下降音形に木管が応え、定期市の日のにぎやかな町の様子を2つのリズミカルな旋律、“The Blackberry Blossom”と“The Girl I left behind me”を用いて描く。弦楽器、木管へと受け渡され、最後には打楽器群やトランペットのソロも登場し、ひっそりと静まっていったかと思うと、ティンパニの強烈な一撃で曲を閉じる。

### 第3楽章「アントリムの丘陵にて」
ニ短調―ヘ長調。第1楽章冒頭の音楽が弦楽合奏とハーブでおだやかに再現され、オーボエのソロで“Jimin MoMhile Stor”が歌い上げられる。弦楽器やフルートも加わり、美しい対旋律も現れ、クライマックスを形成すると再びオーボエのソロとなり、最後は長調に転じて弦楽器の美しい和音で閉じられる。

### 第4楽章「十二夜」
ニ長調。冒頭、縮小された形で第1楽章冒頭の音形が弦に現れると、すぐにオーボエにリズミカルな“The Boyne Water”が現れ、ハーティの優れたオーケストレーションにより様々に姿を変えてゆく。金管群を含めた全合奏で現れたり、木管のソロで姿を見せたり、小太鼓が登場して行進曲風になったり、弦楽器でやや憂いを含んで登場したりと舞曲風の主題は聴くものを決して飽きさせない。やがて金管が第3楽章の主題を吹き鳴らすと再びオーボエのソロとなり、弦楽器の細かい音形やフルートの旋律、小太鼓のリズムの先導でテンポをあげてゆき、踊りが最高潮に達して銅鑼が一撃されると金管に再び第3楽章の旋律が現れ、急速なクレッシェンドとディミヌエンドがあり、フルートとハーブと弦楽合奏の美しい和音の響きに沈み、そのまま終わると見せかけて再び急激なクレッシェンドで最後のニ長調主和音になだれ込む。